# لورا فريزر
لورا فريزر (بالإنجليزية: Laura Fraser)‏ مواليد 24 يوليو 1976، هي ممثلة اسكتلندية بدأت مسيرتها الفنية عام 1995. عُرفت لورا بتأديتها لدور ليديا رودرت-كويل في مسلسل الدراما اختلال ضال.

## أفلام
- 1999 ، تيتوس (فيلم)

## روابط خارجية
- لورا فريزر على موقع IMDb (الإنجليزية)
- لورا فريزر على موقع ميتاكريتيك (الإنجليزية)
- لورا فريزر على موقع روتن توميتوز (الإنجليزية)
- لورا فريزر على موقع قاعدة بيانات الأفلام العربية
- لورا فريزر على موقع ألو سيني (الفرنسية)
- لورا فريزر على موقع تيرنر كلاسيك موفيز (الإنجليزية)
- لورا فريزر على موقع أول موفي (الإنجليزية)
- لورا فريزر على موقع قاعدة بيانات الأفلام السويدية (السويدية)
- لورا فريزر على موقع إن إن دي بي (الإنجليزية)
- لورا فريزر على موقع ديسكوغز (الإنجليزية)